# LOVE/LIFE
『Love/Life THE BEST OF YOHITO TERAOKA』（ラブ・ライフ ザ・ベスト・オブ・ヨヒト・テラオカ）は、日本のシンガーソングライター・寺岡呼人のベスト・アルバム。1998年11月21日にトイズファクトリーより発売された。

## リリース・音楽性
通常盤のみの1形態で発売。寺岡呼人初のベスト・アルバムである。新録、セルフカバーも収録され、デジタルリマスタリング処理もされている。

## 収録曲
1. 陽のあたる場所 [4:07]
7thシングル。
NEC企業CMソング[2]。
2. 君を見つめてた 月が照らしてた [4:41]
3rdシングル。
3. 潮騒 [5:04]
2ndシングル。
テレビ神奈川系音楽番組『ミュージックトマトJAPAN』テーマソング[3]。
4. ラストシーン [5:12]
3rdシングル『潮騒』カップリング曲。
5. ロング グッドバイ [4:48]
6thシングル『真夏の虹』カップリング曲。
6. 太陽を待ちながら 〜waiting for the sun〜 [4:12]
2ndアルバム『waiting for the sun』収録曲。
7. 彷徨 [5:03]
1stアルバム『RHAPSODY』収録曲。
8. 薔薇と手錠 (Alternative Take) [3:25]
3rdシングル『君を見つめてた 月が照らしてた』カップリング曲の新録バージョン。
9. 真夏の虹 (Album Version) [6:06]
6thシングルの新録バージョン。
10. これが僕の愉快なヒューマンライフ [3:23]
5thシングル。
テレビ東京系列局クイズ番組『クイズ赤恥青恥』エンディングテーマ[4]。
11. NEW YEARS DAY [4:47]
4thシングル『12月のメリーゴーランド』カップリング曲。
12. 夜明けのラプソディー [6:52]
1stアルバム『RHAPSODY』収録曲。
13. PARADE '98 [6:53]
JUN SKY WALKER(S)のアルバム『TOO BAD』収録曲のセルフカバー。

## 新録演奏
- 飯田裕、小田原豊、金戸覚、須貝直人、タカダタイスケ・藤田顕 (PLECTRUM)、高水健司、浜口茂外也、前野知常、松原秀樹、山木秀夫、吉川忠英、ジェイク・コンセプション